# Referendum w gminie Zielona Góra w 2014 roku
Referendum w gminie Zielona Góra – referendum lokalne, które odbyło się w gminie Zielona Góra 18 maja 2014 roku; w sprawie połączenia gminy Zielona Góra z miastem Zielona Góra. Referendum zostało przeprowadzone na wniosek mieszkańców. 6 maja Rada Miasta Zielonej Góry uchwaliła deklarację i kontrakt w sprawie połączenia, zawierający m.in. utrzymanie szkół czy wsparcie finansowe sołectw. W referendum wzięło udział 17 wsi podzielonych na 8 obwodów. Dzięki połączeniu gminy z miastem Zielona Góra zwiększyła swoją powierzchnię z 58 km² do 278 km², a liczba mieszkańców wzrosła do 130 tys. Do połączenia doszło 1 stycznia 2015.

Czy jest Pan/Pani za połączeniem dwóch jednostek samorządu terytorialnego – Gminy Zielona Góra i Miasta  Zielona Góra – na prawach powiatu, w wyniku czego powstanie jedna jednostka samorządu terytorialnego – Miasto Zielona Góra – na prawach powiatu, obejmujące swym zasięgiem granice administracyjne obu połączonych jednostek samorządu terytorialnego.

## Wyniki

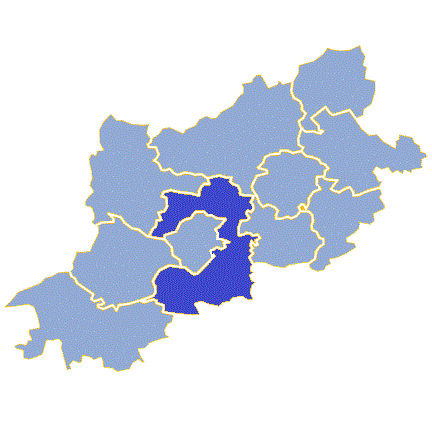
Gmina Zielona Góra na mapie powiatu

| Uprawnieni do głosowania | głosujący | frekwencja |
| ------------------------ | --------- | ---------- |
| 15 107                   | 8336      | 55,18%     |

| Tak    | Nie    |
| ------ | ------ |
| 4396   | 3828   |
| 53,45% | 46,55% |

| Głosy ważne | głosy nieważne |
| ----------- | -------------- |
| 8224        | 112            |